# Інна
Інна — жіноче ім'я.

## Походження
В перекладі з латинської мови означає «бурхлива». У старовинних джерелах «бурхливий потік», без зазначення походження. Спершу це ім'я було чоловічим, але зараз використовується тільки як жіноче.
Можливо, що ім’я має більш давнє походження. Так, в ранній шумерській міфології простежується подібне за звучанням і змістом ім’я володарки небес — Інанна, зірка ранкового сходу (планета Венера). Пізніше — Іннін — богиня родючості, плотської любові і… чвари.
Раніше символом імені Інна (Інанна, Іннін) у шумерів було кільце з стрічкою (косою), в 3-4 тис. до нової ери з’явився новий символ — багатопелюсткова розетка (зірка, троянда).
З ім’ям Інна пов’язано багато легенд. Так, в одному з шумерських міфів розповідається про те, що Інанна поскаржилася своєму батькові — верховному богу Енкі на те, що її обійшли при розподілі божественних обов’язків. І тоді Енкі наділяє свою дочку здатністю привертати до себе чоловіків, дарує їй всілякі шати. Крім цього, Інанна також отримала в дар любов до битв і руйнувань (очевидно, мудрий бог добре знав, що там, де любов, там і розбрати, і бійки, і війни).

## Варіанти імені
Інночка, Іннуся, Нуся

## Іменини
2 лютого, 3 липня

## Відомі носії
- Інна Федущак — український краєзнавчиня, громадська діячка
- Інна Капінос — українська актриса
- Інна Яновська-Гапоненко — українська шахістка, заслужений майстер спорту України
- Злата Огневич (Інна Бордюг) — українська співачка
- Інна Цимбалюк — українська фотомодель, телеведуча, акторка
- Інна Супрун — українська біатлоністка
- Інна Осипенко-Радомська — українська веслувальниця на байдарках, заслужений майстер спорту